# Аптека Суини
Аптека Суини (англ. Sweny's Pharmacy), или Ф. У. Суини и Ко. Лтд. (англ. F. W. Sweny & Co. Ltd.) — бывшая аптека в викторианском стиле на улице Линкольн-плейс в Дублине. Действовала с 1853 по 2009 год. В настоящее время здесь размещается магазин подержанных книг.
Аптека упоминается в романе «Улисс» Джеймса Джойса, в котором главный герой Леопольд Блум приходит в неё за лосьоном для своей жены Молли.

## История
Здание было построено в 1847 году. В начале в нём размещался кабинет врача общей практики. Затем на нижнем этаже открыли аптеку. В 1853 году её приобрёл фармацевт Фредерик Уильям Суини, семья которого проживала в комнатах на верхних этажах здания. Аптека называлась «Ф. У. Суини и Ко. Лтд.». В Национальном реестре архитектурного наследия сохранилась запись о том, что в 1862 году здесь работал Марк Суини, доктор медицинских наук, врач общей практики и акушер.
В XIX веке на улице Линкольн-плейс также располагались турецкие бани (снесены в 1970 году) и несколько медицинских учреждений, в том числе офтальмологическая больница. В аптеке Суини продавались как лекарства, так и средства гигиены, включая знаменитое лимонное мыло. Учреждение прекратило существование в 2009 году, когда, вместо аптеки, в здании открыли магазин подержанных книг, который функционирует и как центр поклонников творчества ирландского писателя Джеймса Джойса. В августе 2021 года аптеку посетил президент Франции Эммануэль Макрон.

## В культуре
В главе «Пожиратели лотосов» романа «Улисс» Джеймса Джойса главный герой Леопольд Блум приходит в аптеку Суини за лосьоном для своей жены Молли. Его принимает фармацевт Фредерик Уильям Суини. В ожидании заказа Блум чувствует аромат лимонного мыла и приобретает кусок, который носит с собой до конца дня. Это мыло становится его талисманом и важным элементом знаменитого путешествия по Дублину. Ежегодно 16 июня — в день Блума поклонники произведения повторяют маршрут главного героя. В качестве сувенира они покупают в магазине лимонное мыло.
Аптека Суини находится недалеко от того места, где Джеймс Джойс впервые встретил и полюбил будущую супругу Нору Барнакл. Рядом с заведением располагались турецкие бани, которые также упоминаются в романе писателя, как и паб «Конвей», ныне «Кеннеди», через дорогу.